# Edwin-Scharff-Preis

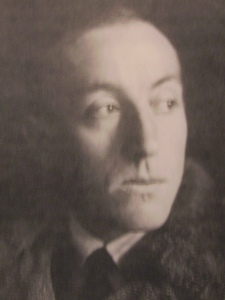
Edwin Scharff

Der Edwin-Scharff-Preis wurde im Jahr 1955, dem Todesjahr des Namensgebers Edwin Scharff, vom Senat der Freien und Hansestadt Hamburg gestiftet. Der Preis wird seit 1955 jährlich verliehen; er war ursprünglich mit 15.000 DM, jetzt mit 7.500 Euro dotiert.
Der 1887 in Neu-Ulm geborene Künstler Edwin Scharff wurde in der Nachkriegszeit an die Landeskunstschule nach Hamburg berufen, wo er bis zu seinem Tod lebte und arbeitete. Scharff war ein Bildhauer des 20. Jahrhunderts.
Mit dem Edwin-Scharff-Preis werden Künstler ausgezeichnet, deren Werke das Kulturleben der Stadt Hamburg prägen. Über die Verleihung entscheidet eine siebenköpfige Fachjury, die vom Senat berufen wird. Sie entscheidet auch, ob die Arbeiten der Preiskandidaten dem Anspruch, den der Namensgeber des Preises setzt, entsprechen.

## Liste der Preisträger
- 1955: Erich Hartmann und Hans Martin Ruwoldt
- 1956: Arnold Fiedler und Fritz Husmann
- 1957: Karl Kluth und Herbert Spangenberg
- 1958: Fritz Kronenberg und Richard Steffen
- 1959: Willem Grimm und Eylert Spars
- 1960: Tom Hops und Martin Irwahn
- 1961: Fritz Flinte und Karl August Ohrt
- 1962: Ivo Hauptmann und Alfred Mahlau
- 1963: Joachim Albrecht und Ursula Querner
- 1964: Werner Reichold und Gustav Seitz
- 1965: Horst Janssen und Paul Wunderlich
- 1966: Fritz Fleer und Hans Sperschneider
- 1967: Friedrich Ahlers-Hestermann
- 1968: Gisela Bührmann und Diether Kressel
- 1969: Volker Detlef Heydorn und Hans Kock
- 1970: Werner Bunz und Harald Duwe
- 1971: Knud Knabe und Jörn Pfab
- 1972: Armin Sandig und Manfred Sihle-Wissel
- 1973: Volker Meier und Hans Hermann Steffens
- 1974: Almut Heise und Karin Witte
- 1975: Edgar Augustin und Anna Oppermann
- 1976: Ingrid Webendoerfer und Wilhelm M. Busch
- 1977: Kai Sudeck
- 1978: kein Preisträger benannt
- 1979: Dieter Glasmacher
- 1980: Detlef Birgfeld
- 1981: Christa Lühtje und Holger Matthies
- 1982: Klaus Kröger
- 1983: Ulrich Rückriem
- 1984: Claus Böhmler
- 1985: Hanne Darboven
- 1986: Gudrun Piper und Max Hermann Mahlmann
- 1987: Jan Meyer-Rogge
- 1988: Gustav Kluge
- 1989: Franz Erhard Walther
- 1990: Stanley Brown
- 1991 und 1992: keine Preisträger benannt
- 1993: Jürgen Bordanowicz
- 1994: Rolf Rose
- 1995: Hyun-Sook Song
- 1996: Anna Blume und Bernhard Blume
- 1997: Klaus Kumrow
- 1998: Andreas Slominski
- 1999: Gisela Bullacher
- 2000: Nicola Torke
- 2001: Bogomir Ecker
- 2002: Wiebke Siem
- 2003: Daniel Richter
- 2004: Till Krause
- 2005: Jochen Lempert
- 2006: Michael Dörner
- 2007: Anna Gudjónsdóttir
- 2008: Jeanne Faust
- 2009: Linda McCue
- 2010: Frank Gerritz
- 2011: Peter Piller
- 2012: Ort des Gegen e. V. 
(Aufarbeitung des Nachlasses von Annette Wehrmann)
- 2013: Gunter Reski
- 2014: Christoph Schäfer
- 2015: Stefan Kern
- 2016: Silke Grossmann
- 2017: Thomas Baldischwyler
- 2018: Michaela Melián
- 2019: Alexander Rischer
- 2020: Künstlerkollektiv Jochen Schmith
- 2021: Nana Petzet
- 2022: Eske Schlüters
- 2023: Künstlerinnenkollektiv 3 Hamburger Frauen
- 2024: Georges Adéagbo